# Las Bòrdas d'Arisa
Las Bòrdas d'Arisa (occità Les Bordes-sur-Arize) és un municipi francès situat al departament de l'Arieja i a la regió d'Occitània.